# Myrcia albobrunnea
Myrcia albobrunnea är en myrtenväxtart som beskrevs av Mcvaugh. Myrcia albobrunnea ingår i släktet Myrcia och familjen myrtenväxter. IUCN kategoriserar arten globalt som sårbar.
Artens utbredningsområde är Peru. Inga underarter finns listade i Catalogue of Life.